# 수상게르드

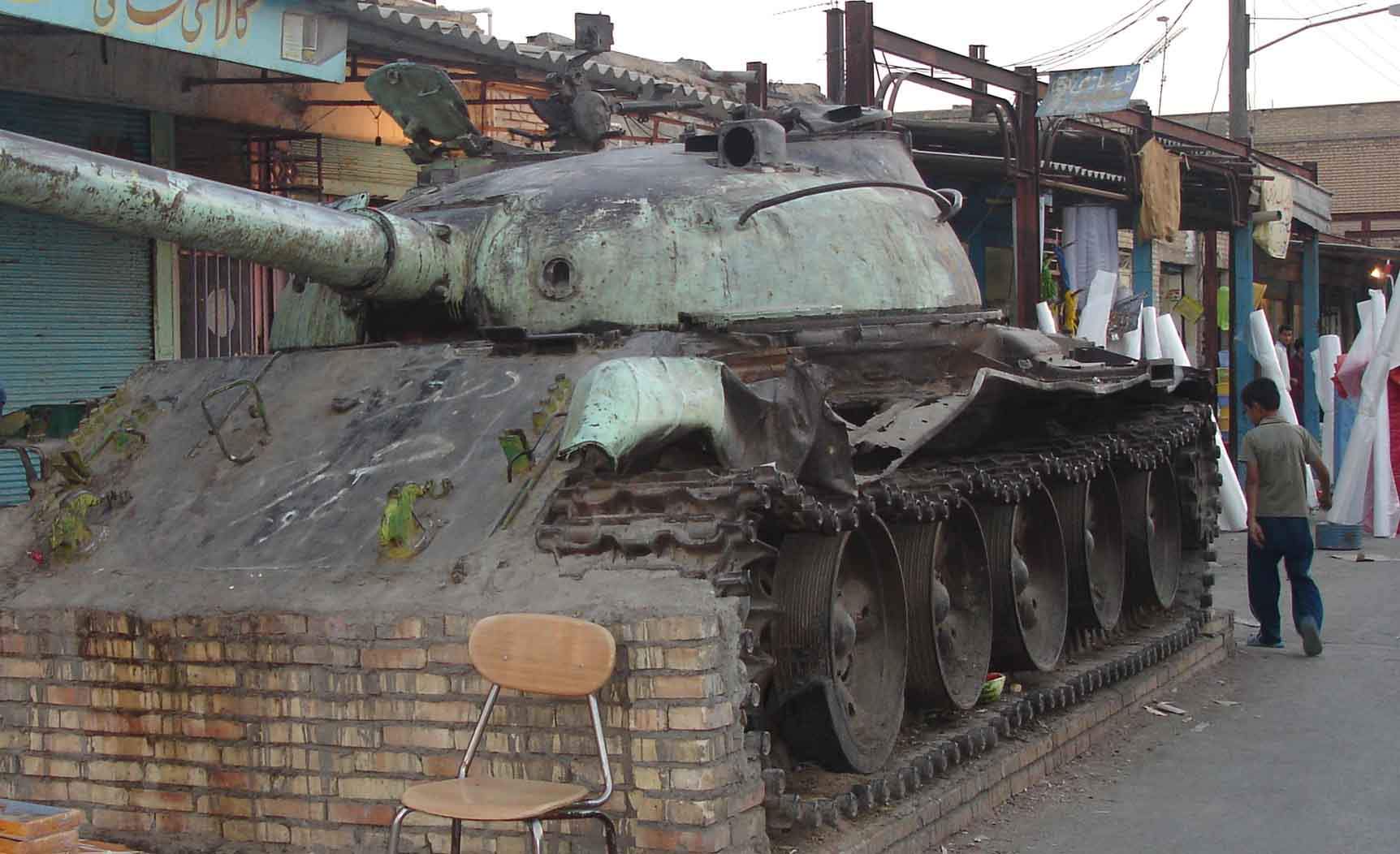

수상게르드(페르시아어: سوسنگرد)는 이란 후제스탄주의 도시로 인구는 43,591명(2006년 기준)이다.